# I. e. 41. század
| Évezredek i.e. | 10. | 9. | 8. | 7. | 6. | 5. | 4. | 3. | 2. | 1. | Időszámítás kezdete | 1. | 2. | 3. | 4. | 5. | 6. | 7. | 8. | 9. | 10. | Évezredek i.sz. |

Az i. e. 41. század évei az i. e. 4100. évtől az i. e. 4001. évig tartanak. Az i. e. 42. századot követte és az i. e. 40. század következett utána.
Az i. e. 585. május 28-i napfogyatkozás előtti időpontok mindig bizonytalansággal terheltek, mert nem köthetők ilyen abszolút időponthoz. Ezt a korábbi évszámoknál mindig figyelembe kell venni.

## Események
- Az északi Jeges-tenger jégmentes (~i. e. 5000-4000).[1] a holocén éghajlati optimum idején.
- i. e. 4004: A Fény Éve (Anno Lucis), azaz a bibliai Teremtés éve, ezért a szabadkőműves naptár kezdete is.
- A Xagħrai kőkör környékén lévő temetkezési helyek használatba léptek.

## Sport
- Egyiptomi és indiai kultúrákban megjelennek az első labdajátékok és ezek ábrázolásai is megjelennek.[2]

## Találmányok, felfedezések
- Elterjedt a rézeszközök használata, de a használt eszközök nagy része továbbra is kőből készült. Ez jelentette az újkőkorszak végét és a kőrézkor kezdetét.